# Thégra
 Thégra  es una comuna y población de Francia, en la región de Mediodía-Pirineos, departamento de Lot, en el distrito de Gourdon y cantón de Gramat. Está integrada en la Communauté de communes du Pays de Padirac.

## Demografía
| 414 | 387 | 387 | 408 | 432 | 416 |
| Para los censos de 1962 a 1999 la población legal corresponde a la población sin duplicidades (Fuente: INSEE [Consultar]) |     |     |     |     |     |